# 济宁医学院
济宁医学院（Jining Medical University）, 为中国山东省本科高等医学院校，位于山东省济宁市以及日照市。

## 历史
- 1952年，济宁医士学校成立。
- 1958年，济宁医专[來源請求]成立。
- 1987年，济宁医学院成立。

## 附属医院
- 济宁医学院附属医院。床位1700余张。位于山东省济宁市。
- 济宁医学院附属第二医院。即山东省安康医院。位于山东省济宁市。

## 出版
- 《中国行为医学科学》
- 《济宁医学院学报》